# Ratpenat cuallarg de panxa blanca
El ratpenat cuallarg de panxa blanca (Mops niveiventer) és una espècie de ratpenat de la família dels molòssids que es troba a Ruanda, Burundi, Tanzània, Moçambic, Angola, República Democràtica del Congo i Zàmbia.
El seu hàbitat natural és la sabana i els boscos tropicals i subtropicals humits.
Està amenaçat per la pèrdua del seu hàbitat natural.